# Balthazar Seydoux
Pour les autres membres de la famille, voir Famille Seydoux.
Balthazar Seydoux Fornier de Clausonne est un homme politique monégasque né le 13 août 1971. Il est membre du Conseil national depuis 2018,, Président de la Commission des Finances et de l'Économie Nationale et Vice-Président de l'Assemblée depuis le 6 octobre 2022.

## Biographie
Il est le petit-fils de François Seydoux de Clausonne.